# 5553 Chodas
Az 5553 Chodas (ideiglenes jelöléssel 1984 CM1) a Naprendszer kisbolygóövében található aszteroida. Edward L. G. Bowell fedezte fel 1984. február 6-án.